# Ruiten Aa
De Ruiten Aa (ook: Ruiten A of Ol Daip) is een beek in Oost-Groningen in de streek Westerwolde in Nederland. De beek begint bij Ter Apel en stroomt langs Sellingen, Vlagtwedde, Smeerling, Ter Wupping naar Wessinghuizen waar hij samen met de Mussel-Aa de Westerwoldse Aa vormt. Deze mondt bij Nieuwe Statenzijl uit in de Dollard.
De Ruiten Aa wordt voor het eerst in 1327 vermeld als Ruetna. De naam zou verbonden moeten worden met Gronings (Nedersaksisch) roet, ruut, dat 'onkruid' betekent. Anderen denken eerder aan een Protogermaans woord *rûh-itha, dat 'ruigte, struikgewas, onkruid (met name waterplanten als riet en biezen)' zou betekenen.
Oorspronkelijk ontsprong de Ruiten Aa zuidelijker in de buurt van het Bargerveen. De bron werd gevormd door een veenmeer met de naam Zwarte Meer. Dit meer liep leeg na het graven van de verlengde Hoogeveense Vaart. Het dorp Zwartemeer ontstond vervolgens op deze plek. De bovenloop van de beek heette de Runde. Ongeveer op de plek waar de beek de Drents-Groningse grens passeert krijgt ze de naam Ruiten Aa. Aan de andere kant van de rijksgrens ligt Rütenbrock, waarvan de Nederlandse naam Ruitenbroek is en waarnaar de beek is genoemd.
Het dal is erg breed voor deze vrij kleine beek. In de laatste ijstijd stroomde de Eems door Westerwolde. Later heeft deze rivier haar loop verlegd. De Ruiten Aa is het overblijfsel hiervan. De Ruiten Aa stroomt bij de Laudermarke het oude dal van deze rivier in en de rest van haar bedding naar het noorden toe ligt in dit dal. Ten zuiden van Vlagtwedde splitst de Ruiten Aa zich. De oostelijke loop die door Vlagtwedde heen loopt draagt sinds 1853 de naam Veelerdiep (daarvoor Ruiten Aa) en de westelijke loop houdt gewoon de naam Ruiten Aa. Tussen Wessinghuizen en Wedde komen beide lopen weer bij elkaar. Het noordelijke deel van het Veelerdiep is een restant van de poging om een kanaal tussen Eems en Westerwoldse Aa te graven van de stad Groningen en het bisdom Munster in de 15e eeuw om de tol bij Emden te ontlopen. In 1483 werd hiervoor een verdrag opgesteld tussen beiden en in 1486 was men bezig met graven. De poging strandde uiteindelijk, vermoedelijk omdat de aanleg niet goed doordacht was. In 1498 werd Westerwolde bovendien door Groningen overgedragen aan Munster, waarmee de noodzaak voor het kanaal verviel. Op de oude kaarten is naast het Veelerdiep ook nog dit kanaal te herkennen in de vorm van Oude Gracht die van Bourtange naar het Veelerdiep loopt.
Langs de beek zijn veel restanten van het esdorpenlandschap en hoevenlandschap te vinden. Bolle akkercomplexen op hoger gelegen zandruggen afgewisseld met lager gelegen gronden langs de beek, die oorspronkelijk graslanden waren. Van de houtwallen en kleine bossen die het landschap een parkachtig karakter geven is veel tijdens ruilverkavelingen opgeruimd, maar er is ook het een en ander bewaard gebleven. Het beekdal van de Ruiten Aa vormde vele eeuwen ruggengraat van Westerwolde, dat als een wig lag in een groot en vrijwel onbewoond veengebied. Dit veengebied, het Bourtangerveen genoemd, is vrijwel geheel ontgonnen
Zijn betekenis voor de waterafvoer van Westerwolde is door het graven van het Ruiten-Aa-kanaal, het Mussel-Aa-kanaal en B.L. Tijdenskanaal tussen 1911 en 1920 sterk verminderd. Hierbij is ten zuiden van Vlagtwedde de loop van de Ruiten Aa onderbroken en wordt het water van de beek via de Voedingsleiding naar het Ruiten-Aa-kanaal geleid.
Tijdens ruilverkavelingen na de Tweede Wereldoorlog is veel geëgaliseerd en is de loop van de Ruiten Aa gekanaliseerd. Dit is onlangs weer teruggedraaid: de beek heeft zijn meanderende loop teruggekregen.
Het landschap rond de Ruiten-Aa maakt deel uit van de ecologische hoofdstructuur van Nederland waardoor veel gronden natuurgebied zijn geworden. Bij het Wollinghuizen (onderdeel van het grotere complex Dal van de Ruiten A van Natuurmonumenten) en bij Sellingen is de beek hermeanderd en is gepoogd het oude reliëf te herstellen. Bij deze reconstructie van de oude loop tussen Weende en Smeerling zijn de ontkoppelde delen van de beek nog niet met elkaar verbonden, maar anno 2005 zijn er plannen om deze verbinding weer te herstellen. De verbinding met voedingskanaal wordt dan gestremd, waarbij er wel de mogelijkheid komt om eventueel overtollig water via dit kanaal af te voeren.
Ten noorden van Smeerling zijn de natuurgebieden in handen van Staatsbosbeheer. Hier liggen ook enige rivierduincomplexen bij een oude loop van de Ruiten Aa.

## Externe bronnen
- Anton Tiktak, Help, de pitrussen komen en rivierprikken ook. Arte del Norte. Gearchiveerd op 14 oktober 2021. (videofilm over de eerste fase van de hermeandering van de Ruiten Aa)

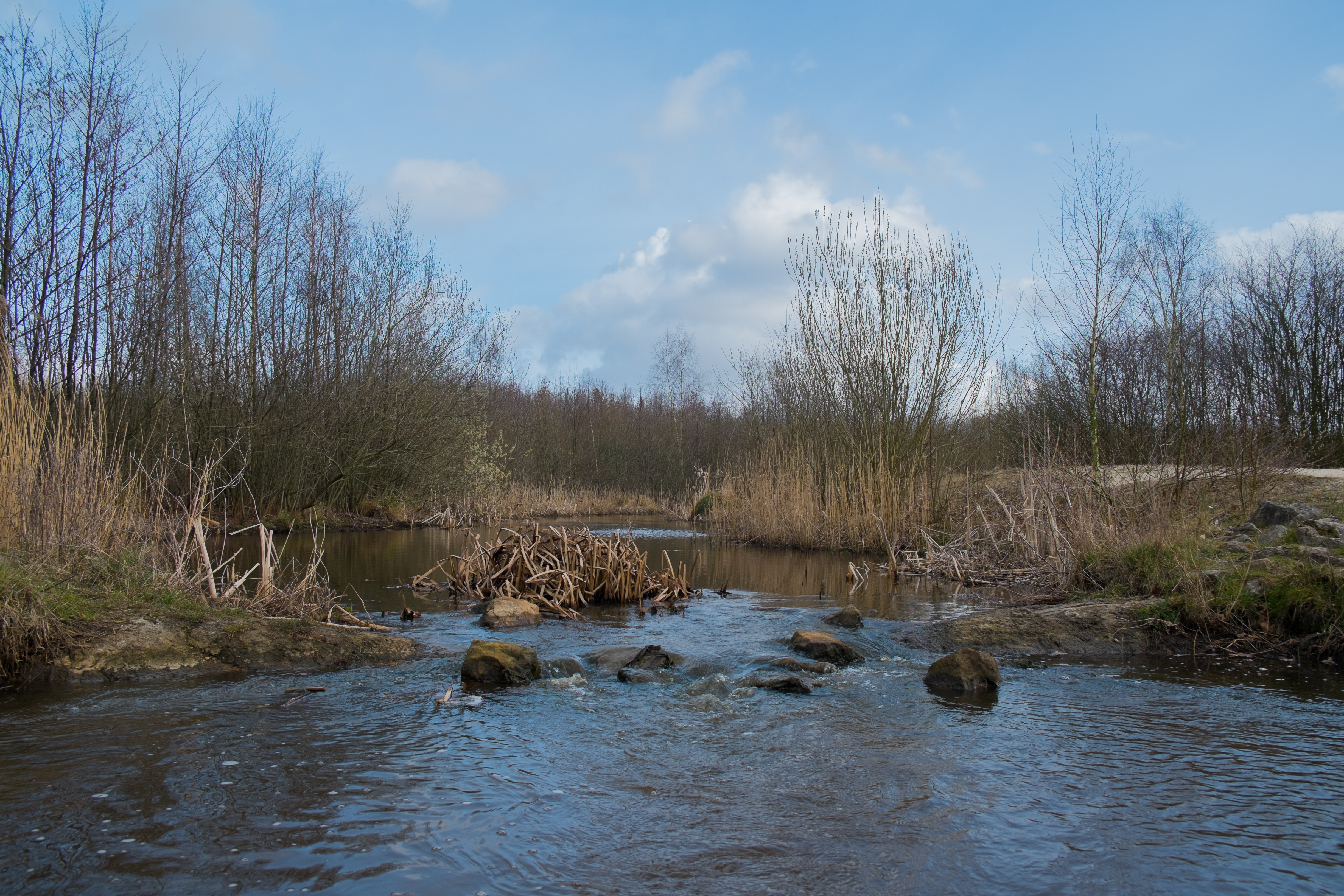
Ruiten Aa in de Ter Apeler bossen
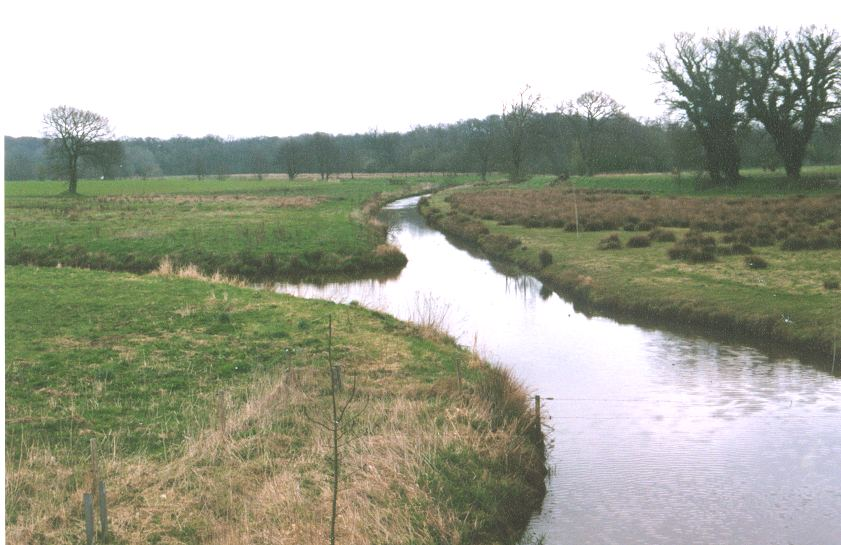
De Ruiten Aa bij het Metbroekbos en het Eemboerveld bij Smeerling
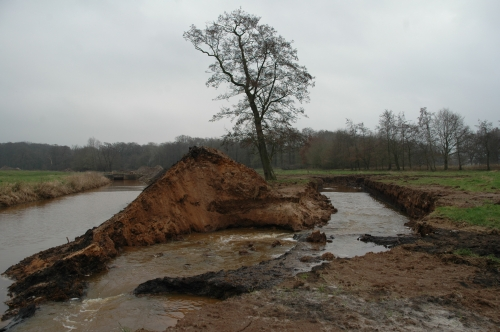
De Ruiten Aa bij Smeerling
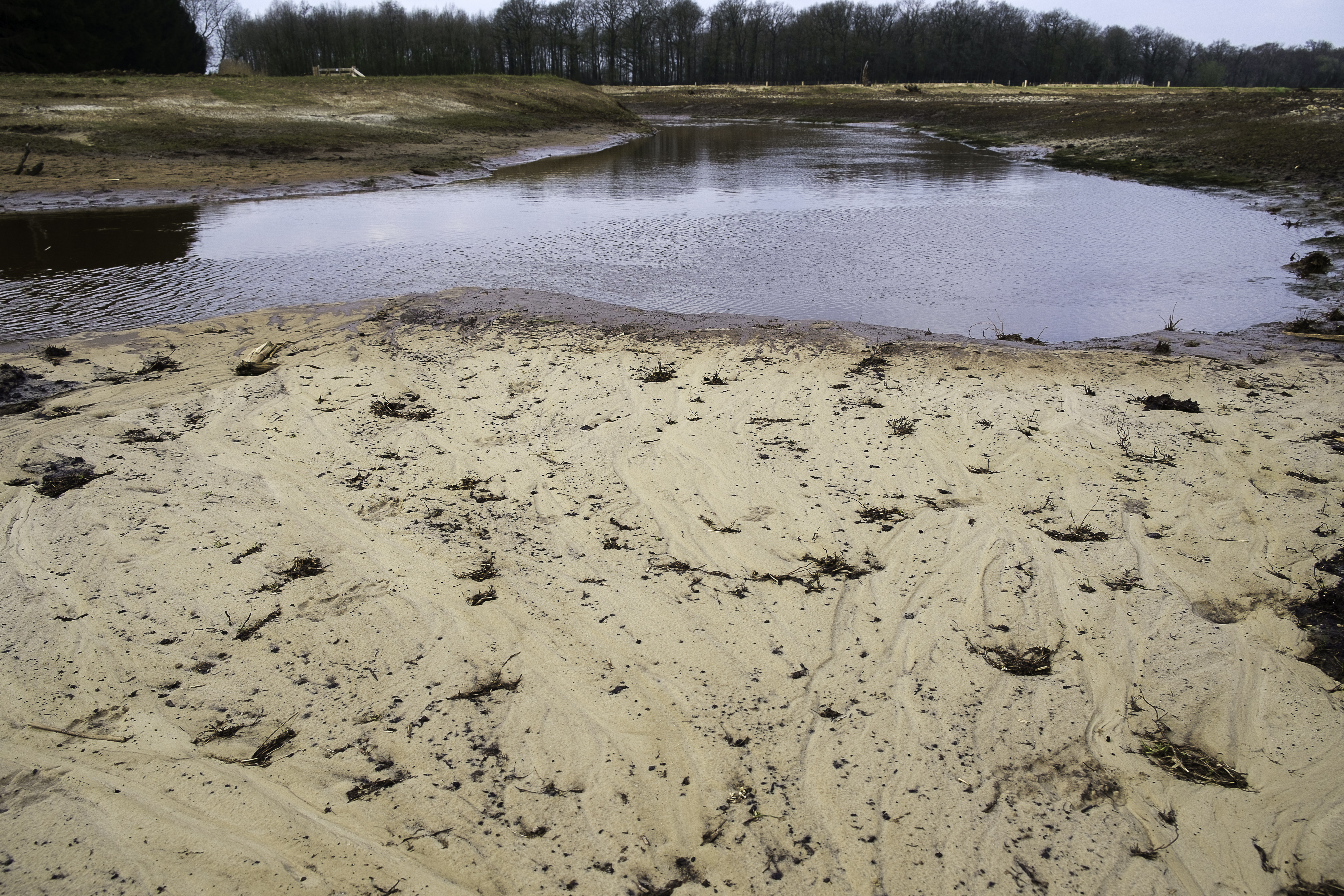
Hermeandering ten zuiden van Roelage (2016)
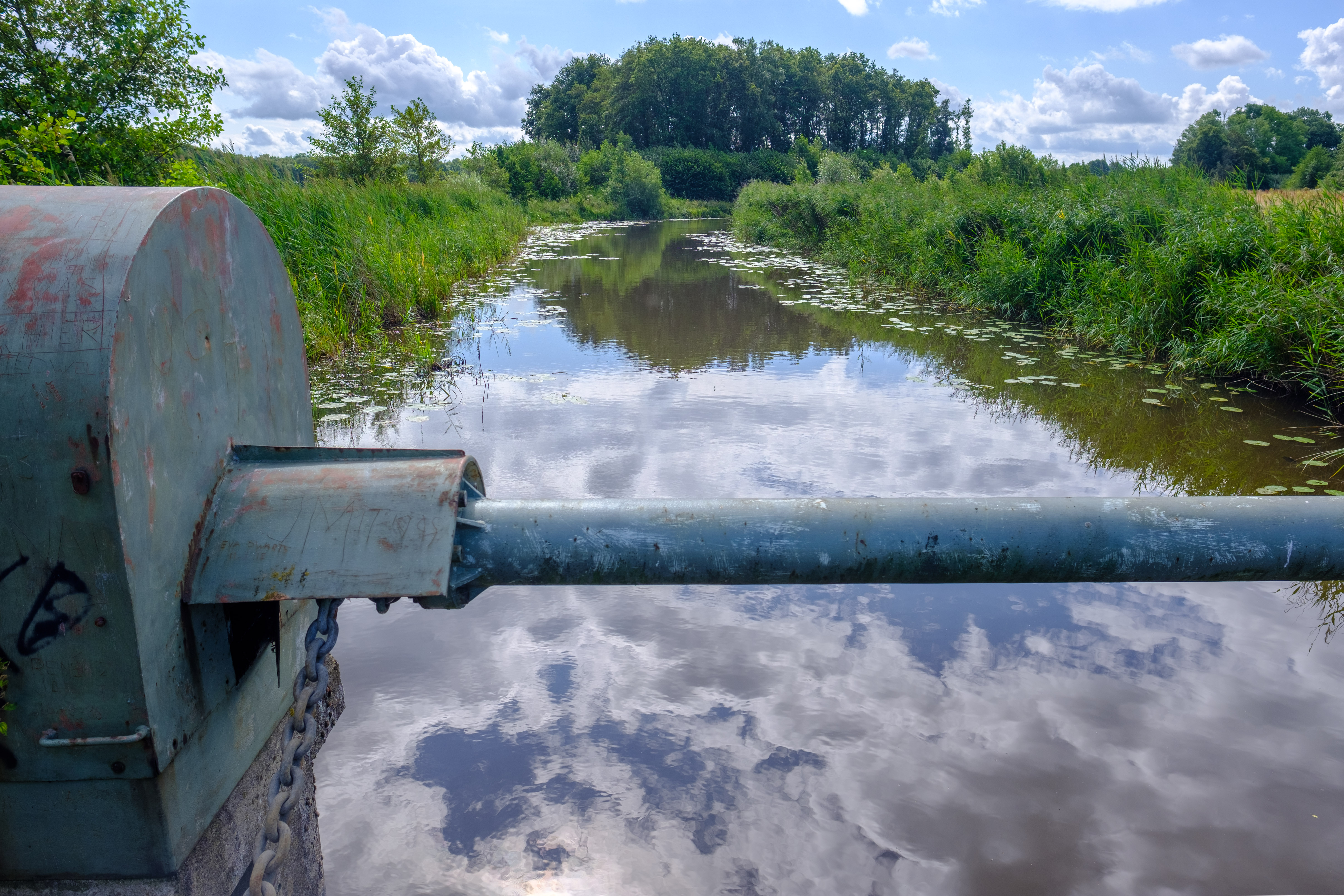
Ruiten Aa gezien naar het zuiden vanaf de stuw ten noorden van de splitsing met het Veelerdiep